# Tuber nitidum
Tuber nitidum är en svampart som beskrevs av Vittad. 1831. Tuber nitidum ingår i släktet Tuber och familjen Tuberaceae.   Inga underarter finns listade i Catalogue of Life.